# Big City (film, 1948)
Pour les articles homonymes, voir Big City.
Pour plus de détails, voir Fiche technique et Distribution.
Big City est un film américain réalisé par Norman Taurog, sorti en 1948.

## Synopsis
Le destin d'un orphelin dont s'occuperont trois hommes qui l'ont recueilli... 

## Fiche technique
- Titre : Big City
- Réalisation : Norman Taurog
- Scénario : Anne Morrison Chapin, Whitfield Cook, Aben Kandel, Nanette Kutner et Miklós László
- Direction artistique : E. Preston Ames et Cedric Gibbons
- Photographie : Robert Surtees
- Montage : Gene Ruggiero
- Pays d'origine : États-Unis
- Format : Noir et blanc - 1,37:1 - Mono
- Genre : Drame
- Date de sortie : 1948

## Distribution
- Margaret O'Brien : Midge
- Robert Preston : Philip Y. Andrews
- Danny Thomas :  David Irwin Feldman
- George Murphy : Patrick O'Donnell
- Edward Arnold : Juge Martin O. Abercrombie
- Betty Garrett : Shoo
- Lotte Lehmann : Mama Feldman
- Connie Gilchrist : Martha
- Karin Booth : Florence Bartlett